# Les Godutisjskaja Datja
Les Godutisjskaja Datja (ryska: Лес Годутишская Дача) är en skog i Belarus, på gränsen till Litauen. Den ligger i den norra delen av landet, 150 km norr om huvudstaden Minsk.
I omgivningarna runt Les Godutisjskaja Datja växer i huvudsak blandskog. Runt Les Godutisjskaja Datja är det ganska glesbefolkat, med 22 invånare per kvadratkilometer.